# Bufonia stricta
Bufonia stricta är en nejlikväxtart. Bufonia stricta ingår i släktet Bufonia och familjen nejlikväxter.

## Underarter
Arten delas in i följande underarter:
- B. s. cecconiana
- B. s. stricta
- B. s. euboica